# Hepatica nobilis
Hepatica nobilis припада вишегодишњим зељастим биљкама из фамилије љутића, лат. Ranunculaceae. Цвета у периоду од маја до априла.

## Опис
Стабло је усправно, храпаво, висине око 15 цм, црвенкасто. Листови нису појединачни, већ су груписани у приземну розету, садрже длачице и дебелозидни су, нису седећи. Лиска има по три режња, са пиком на врху. Цветови су двополни, нису груписани у цваст, величине око 2 цм, плаве боје.  Латице су фотосензитивне. Круничних листића, јајастог облика има од 5 до 10, док је број прашника много већи и пастелнијих су тонова. Плод је непуцајућа орашица, са наставком и маљама, која садржи једно семе.

## Ареал распрострањености
Аутохтоно расте на одређеним подручјима Еврoпе, Азије и Северне Америке.

## Станиште
Листопадне шуме, ивице шума, падине и брда.

## Степен угрожености и заштите
Врста Hepatica nobilis је заштићена од стране државе у Р. Србији.

## Употреба
Честа је декоративна биљка у двориштима и парковима. Неки народи је користе у лечењу болести јетре, одакле и потиче њено име, Hepar, означава јетру на латинском.

## Галерија
- лист
- цвет
- цвет